# Garret Dillahunt
Garret Lee Dillahunt (n. 24 noiembrie 1964, Castro Valley⁠(d), Comitatul Alameda, California, SUA) este un actor american.

## Filmografie

### Film
| An   | Titlu                                                 | Rol               | Note              |
| ---- | ----------------------------------------------------- | ----------------- | ----------------- |
| 1999 | Ultimul apel                                          | Curtis            |                   |
| 2001 | Credinciosul                                          | Billings          |                   |
| 2007 | Nu există țară pentru bătrâni                         | Wendell           |                   |
| 2007 | Asasinarea lui Jesse James de către lașul Robert Ford | Ed Miller         |                   |
| 2008 | O pasăre frumoasă                                     | Carson Thrash     |                   |
| 2008 | John's Hand                                           | John              | Scurtmetraj       |
| 2009 | Water Pills                                           | Hal               | Scurtmetraj       |
| 2009 | Ultima casă pe stânga                                 | Krug Stillo       |                   |
| 2009 | Drumul                                                | Gang Member       |                   |
| 2009 | One Night Only                                        | Richard           | Scurtmetraj       |
| 2010 | Mâinile tatălui meu                                   | Șerif Baskin      |                   |
| 2010 | Amigo                                                 | Lt. Compton       |                   |
| 2010 | Burning Bright                                        | Johnny Gaveneau   |                   |
| 2010 | Oliver Sherman                                        | Sherman Oliver    |                   |
| 2012 | Lumi diferite                                         | Paul Fliger       |                   |
| 2012 | Revenge for Jolly!                                    | Gary              |                   |
| 2012 | Ucide-i cu tandrețe                                   | Eddie Mattie      |                   |
| 2012 | Looper: Asasin în viitor                              | Jesse             |                   |
| 2013 | Houston                                               | Robert Wagner     |                   |
| 2013 | 12 ani de sclavie                                     | Armsby            |                   |
| 2014 | The Scribbler                                         | Hogan             |                   |
| 2014 | Just Before I Go                                      | Lucky Morgan      |                   |
| 2015 | Fantomele din Pacific                                 | Harold Dixon      |                   |
| 2015 | Thrilling Adventure Hour Live                         | Techs             |                   |
| 2015 | Beast                                                 | Rick Grey         |                   |
| 2016 | Găsește-mă                                            | John Hall         |                   |
| 2017 | Wheelman                                              | Clayton           |                   |
| 2018 | Luptă curajoasă                                       | Kassen            |                   |
| 2018 | Benched                                               | Michael           |                   |
| 2018 | Văduve                                                | Bash O'Reilly     |                   |
| 2020 | Sergio Vieira de Mello                                | William von Zehle |                   |
| 2021 | Armata celor morți                                    | Martin            |                   |
| 2022 | Ambulance                                             |                   | În post-producție |
| 2022 | Where the Crawdads Sing                               | Pa                | În post-producție |
| 2022 | Blonde                                                |                   | În post-producție |
| TBA  | The Long Home                                         | Bellwether        | În post-producție |

### Televiziune
| An        | Titlu                            | Rol                                    | Note                                     |
| --------- | -------------------------------- | -------------------------------------- | ---------------------------------------- |
| 1993–1994 | One Life to Live                 | Charlemagne Moody                      | 7 episoade                               |
| 1996      | NYPD Blue                        | Bryce Coopersmith                      | Episodul: "Where'd the Van Gogh?"        |
| 1998      | Dosarele X                       | Edward Skur                            | Episodul: "Travelers"                    |
| 1998      | Maximum Bob                      | Ajutor de șerif Dawson Hayes           | 3 episoade                               |
| 1998      | Remembering Sex                  | Chris Goodman                          | Film TV                                  |
| 1998      | Seven Days                       | Kevin Poe                              | Episodul: "The Gettysburg Virus"         |
| 1998      | Millennium                       | Rick Van Horn                          | Episodul: "Closure"                      |
| 2001      | Leap Years                       | Gregory Paget                          | 20 episoade                              |
| 2002      | Law & Order                      | Julian Preuss                          | Episodul: "Open Season"                  |
| 2003      | CSI: Crime Scene Investigation   | Luke                                   | Episodul: "Precious Metal"               |
| 2003–2004 | A Minute with Stan Hooper        | Lou Peterson                           | 13 episoade                              |
| 2004      | Mr. Ed                           | Jim Hendry                             | Film TV                                  |
| 2004–2005 | Deadwood                         | Jack McCall                            | Rol secundar (sezonul 1), 6 episoade     |
| 2004–2005 | Deadwood                         | Francis Wolcott                        | Rol principal (sezonul 2), 10 episoade   |
| 2005      | The Inside                       | Karl Robie Jr.                         | Episodul: "Little Girl Lost"             |
| 2005      | CSI: NY                          | Steve Collins                          | Episodul: "What You See Is What You See" |
| 2005–2006 | The 4400                         | Matthew Ross                           | 11 episoade                              |
| 2005–2006 | ER                               | Steve Curtis                           | 5 episoade                               |
| 2006      | The Book of Daniel               | Jesus                                  | 8 episoade                               |
| 2006      | Law & Order                      | Eric Lund                              | Episodul: "Kingmaker"                    |
| 2006      | Numbers                          | Jack Tollner                           | Episodul: "Provenance"                   |
| 2007      | John from Cincinnati             | Dr. Michael Smith                      | 8 episoade                               |
| 2007      | Damages                          | Marshall Phillips                      | 4 episoade                               |
| 2007      | The Line-Up                      | Theo Harrison                          | Film TV                                  |
| 2007–2009 | Life                             | Roman Nevikov                          | 3 episoade                               |
| 2008–2009 | Terminatorul: Războiul continuă  | Cromartie / John Henry / George Laszlo | 18 episoade                              |
| 2009      | Criminal Minds                   | Mason Turner                           | Episodul: "To Hell... And Back"          |
| 2009      | CSI: Crime Scene Investigation   | Tom O'Neill                            | Episodul: "Family Affair"                |
| 2009      | Psihologia minciunii             | Eric Matheson                          | Episodul: "Honey"                        |
| 2009      | Lege și ordine: Brigada specială | Kevin O'Donnell                        | Episodul: "Hardwired"                    |
| 2009      | White Collar                     | Patrick Aimes                          | Episodul: "Flip of the Coin"             |
| 2010      | Gary Unmarried                   | Goose                                  | Episodul: "Gary Unmarried?"              |
| 2010–2013 | Spion pe cont propriu            | Simon Escher                           | 3 episoade                               |
| 2010      | The Glades                       | Eddie Strickland                       | Episodul: "A Perfect Storm"              |
| 2010–2014 | Jimmy și Hope                    | Burt Chance                            | 88 episoade                              |
| 2011      | Memphis Beat                     | Tim Wayne                              | Episodul: "Body of Evidence"             |
| 2011      | Alphas                           | Jonas Englin                           | Episodul: "A Short Time in Paradise"     |
| 2012      | TallhotBlond                     | Thomas Montgomery                      | Film TV                                  |
| 2013      | Newsreaders                      | Mikhail Rousseau                       | Episodul: "CCSI: Boston"                 |
| 2013–2014 | Paloma                           | Matthew                                | 4 episoade                               |
| 2014      | Elementary                       | Bart MacIntosh                         | Episodul: "No Lack of Void"              |
| 2014–2017 | Hand of God                      | Keith "KD" Dennison                    | 20 episoade                              |
| 2015      | Lege și dreptate                 | Ty Walker                              | 8 episoade                               |
| 2015      | Brooklyn Nine-Nine               | Detective Dave Majors                  | Episodul: "Det. Dave Majors"             |
| 2015–2017 | The Mindy Project                | Dr. Jody Kimball-Kinney                | 38 episoade                              |
| 2017      | Blindspot                        | Travis                                 | Episodul: "Senile Lines"                 |
| 2017      | Arkansas Traveler                | Wayland McGlawhorn                     | 6 episoade                               |
| 2017–2018 | The Guest Book                   | Dr. Andrew Brown                       | 11 episoade                              |
| 2017–2018 | The Gifted                       | Dr. Roderick Campbell                  | 9 episoade                               |
| 2018–2021 | Fear the Walking Dead            | John Dorie                             | 29 episoade                              |
| 2019      | Deadwood: The Movie              | Drunk #2                               | Film TV; uncredited                      |